# Ignacio Bunye

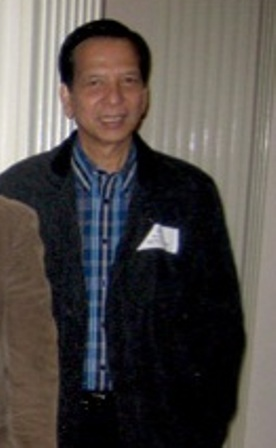
Ignacio Bunye

Ignacio "Toting" Rivera Bunye  (19 april 1945) is Filipijns politicus. Romulo is de huidige woordvoerder van president Gloria Macapagal-Arroyo en als zodanig lid van het kabinet.
Bunye is advocaat van beroep en heeft voor zijn politieke loopbaan in diverse functies bij de Ayala Corporation gewerkt.
In 1988 werd Bunye gekozen als burgemeester van Muntinlupa in Metro Manilla. Dit was in die tijd nog een gemeente. In 1992 en in 1995 werd Buyne herkozen als burgemeester. Na zijn derde en laatste termijn stelde hij zich verkiesbaar als afgevaardigde in het Filipijns Huis van Afgevaardigden namens het kiesdistrict Muntinlupa. In die rol speelde hij een belangrijke rol in het omvormen van Muntinlupa van een gemeente in een stad.
In 2001 werd Bunye door Macapagal-Arroyo aangesteld als presidentieel woordvoerder als vervanger voor
Rigoberto Tiglao die werd benoemd als hoofd van het presidentieel management. Toen Hernani Braganza in 2004 gekozen werd als burgemeester van Alaminos werd Bunye Press secretary.
Ignacio Bunye is getrouwd met Dr. Miraflor Oca-Bunye en heeft drie kinderen.
Alabastro · Andaya · Atienza · Bunye · Cabral · Durano · Duque · Ebdane · Ermita · Favila · Raul Gonzalez · Lapus · Mendoza · Pangandaman · Puno · Remonde · Reyes · Romulo · Roque · Saludo · Santos · Norberto Gonzales · Teves · Yap